# Håkan Brunnberg
Håkan Östen Brunnberg, född 6 januari 1940, är en svensk arkitekt. 

## Biografi
Efter sin examen vid arkitekturlinjen på Kungliga Tekniska Högskolan, Stockholm, 1964 anställdes han på Curman & Gunnartz arkitektkontor. Han var styrelseledamot från 1968 på J. Curman Arkitektkontor, som sedan blev Curmans Arkitektkontor (1963), Brunnberg & Gillberg Arkitektkontor (1975), Brunnberggruppen Arkitektkontor (1976) och Brunnberg & Forshed arkitektkontor.
Hans arbeten spänner från större bostadsprojekt i Örebro (Oxhagen, Solhaga), Västerås, Upplands Väsby (Grimstaby, Smedby, Ekebo) och Stockholm (Skarpnäcksfältet, Minneberg, Hammarby Sjöstad) till stora och komplexa kontor- och infrastrukturprojekt (huvudkontor och fabriksbyggnader för Marabou, Sundbyberg och Astra, Upplands Väsby, Lindhagensterrassen, Fredriksdal och Hornsberg, Stockholm).

## Projekt i urval
1960-talet
- Västra Orminge (Boo kommun), 2 000 lägenheter
- Oxhagen, Solhaga, Örebro, 1 500 lägenheter
- Generalplan, Tibble, Upplands Bro, 3 000 lägenheter (förslag)
- Norsborg, Norra Botkyrka, 1 000 lägenheter (tävling)

1970-talet
- Hansta, Stockholm, centrum, bostäder, kontor (tävling)
- Smedby I-III, Hansta, 2 000 lägenheter
- Grimsta by, Upplands Väsby, 300 lägenheter[1]
- Andersberg, Gävle, 400 lägenheter

1980-talet
- Skarpnäcksfältet, Stockholm (HSB), 900 lägenheter
- Minneberg, Stockholm (HSB), 900 lägenheter
- Kv. Lindetorp, Stockholm, 20 000 m2 kontor (förslag)
- Semko, Kista, 20 000 m2 laboratorium och kontor
- Marabou huvudkontor, Sundbyberg, ombyggnad huvudkontor med mera

1990-talet
- Astras huvudkontor, Södertälje, 30 000 m2
- Kv. Elefanten, Stockholm, 100 lägenheter
- Kvarteret Wahrenberg, Stockholm, 70 lägenheter[2]
- Dwarka, New Delhi, 5 000 lägenheter (förslag)

2000-talet
- Lindhagensterrassen, Stockholm, 400 lägenheter, 60 000 m2 kontor[3]
- Fredriksdal, Stockholm, 400 lägenheter, 60 000 m2 kontor[4]
- Hornsberg, Stockholm, 60 000 m2 kontor
- Bromsten, Stockholm, 1 000 lägenheter[5]
- Skandia huvudkontor, Stockholm, 30 000 m2[3]
- Linaberg, Stockholm, 400 lägenheter[5]
- Södra Solna, översiktsplan, 10 000 lägenheter (förslag)